# Horní panský mlýn
Horní panský mlýn je bývalý vodní mlýn v Úvalech, který stojí na potoce Výmola u křižovatky mezi náměstím a podjezdem pod železniční tratí.

## Historie
Vodní mlýn je zmíněn kolem roku 1757, kdy i s pilou vyhořel a nová pila s mlýnem byla postavena u dolního Pilského rybníka na Hodově.
3. června 1883 začal k páté hodině odpoledne déšť, který potok rozvodnil a okolo osmé hodiny zpustošila voda všechny tři úvalské mlýny a zničila všechny tři jejich splavy; u každého byla škoda za několik tisíc zlatých. Všechny tři mlýny poškodila povodeň také 16. června 1889.
Roku 1916 jednala Rafinerie cukru v Pečkách na valné hromadě o odkoupení mlýna s pozemky a o změně stanov. Ještě v roce 1939 vlastnil mlýn Václav Kučera, který jej provozoval  do roku 1941. Nový majitel objektu pan Skála přebudoval mlýn na konzervárnu ovoce a zeleniny. Konzervárenský provoz pokračoval jako Fruta do 90. let 20. století.
V 90. letech 20. století byl objekt v restituci předán původním majitelům. Ti v něm zavedli výrobnu plastových oken později zde byl provoz farmaceutické firmy.
Zastupitelstvo města na zasedání 19. 2. 2015 rozhodlo o zakoupení objektu pro Veřejně prospěšné služby v rámci MěÚ. Objekt bývalého mlýna tak rozšířil areál MěÚ, který se nachází v sousedství, a sídlí v něm Technické služby města Úvaly.

## Popis
Původně zděný, přízemní mlýn měl k roku 1840 tři vodní kola, voda k němu vedla náhonem a vracela se zpět do potoka odtokovým kanálem. V roce 1930 měl jedno kolo na svrchní vodu, spád 3,95 metru a výkon 5,27 HP.
Mlýn byl zcela přestavěn a doplněn o nové přístavby. U nového objektu je patrné, kudy odtokový kanál i náhon vedl; náhon a odtokový kanál jsou zatrubněny a voda protéká pod most a za ním vytéká.